# Pierre Max Dubois
Pierre Max Dubois (ur. 1 marca 1930 w Graulhet, zm. 29 sierpnia 1995 w Rocquencourt) – francuski kompozytor, pianista i dyrygent.

## Życiorys
Studiował w Konserwatorium Paryskim u Jean Doyen (fortepian) oraz Dariusa Milhaud (kompozycja). Od 1964 roku rozpoczął karierę dyrygenta, odbywając tournée we Francji, Belgii, USA i Kanadzie. Był również nauczycielem w Konserwatorium Paryskim.
Komponował głównie muzykę instrumentalną, ale napisał też 3 opery i kilka baletów. Eksperymentował z nietypowymi składami np. kwartet puzonowy, orkiestra saksofonowa. Wprowadzał do muzyki poważnej elementy jazzu.